# Priziac
Priziac (en bretó Prizieg) és un municipi francès, situat a la regió de Bretanya, al departament d'Ar Mor-Bihan. L'any 2006 tenia 1.025 habitants.

## Demografia
| Evolució de la població Cassini i INSEE |       |      |       |       |       |       |       |       |
| 1793                                    | 1800  | 1806 | 1821  | 1831  | 1836  | 1841  | 1846  | 1851  |
| 2 079                                   | 2 071 | -    | 2 089 | 2 021 | 2 062 | 2 068 | 2 252 | 2 257 |

| 1856  | 1861  | 1866  | 1872  | 1876  | 1881  | 1886  | 1891  | 1896  |
| ----- | ----- | ----- | ----- | ----- | ----- | ----- | ----- | ----- |
| 2 206 | 2 214 | 2 213 | 2 415 | 2 636 | 2 425 | 2 255 | 2 519 | 2 532 |

| 1901  | 1906  | 1911  | 1921  | 1926  | 1931  | 1936  | 1946  | 1954  |
| ----- | ----- | ----- | ----- | ----- | ----- | ----- | ----- | ----- |
| 2 578 | 2 830 | 3 007 | 2 995 | 2 957 | 2 872 | 2 853 | 2 722 | 2 389 |

| 1962  | 1968  | 1975  | 1982  | 1990  | 1999 | 2006 | 2011 | 2016 |
| ----- | ----- | ----- | ----- | ----- | ---- | ---- | ---- | ---- |
| 1 862 | 1 640 | 1 367 | 1 210 | 1 074 | 986  | -    | -    | -    |

| 2019 | - | - | - | - | - | - | - | - |
| ---- | - | - | - | - | - | - | - | - |
| -    | - | - | - | - | - | - | - | - |

## Història
Segons alguns autors, Priziac podria haver estat un campament en l'exèrcit dels rei dels francs Lluís el Pietós abans d'enfrontar-se a l'exèrcit del rei Morvan Lez-Breizh a Langonnet l'any 818. El 1860 es van trobar 2000 monedes carolíngies prop de les aldees de Belair i Kervenah, cosa que podria acreditar aquesta tesi.

## Administració
| Període   | Identitat            | Partit |
| --------- | -------------------- | ------ |
| 1989-2008 | Yves Lavolé          |        |
| 2008-     | Dominique Le Niniven |        |